# Abildgaard - The dancing storyteller
Abildgaard - The dancing storyteller er en eksperimentalfilm instrueret af Torben Skjødt Jensen efter eget manuskript.

## Handling
Et portræt af koreograf og danser Anette Abildgaard og hendes kompagni Nyt Dansk Danseteater. Man ser tilblivelsen af balletten MORELS OPFINDELSE på Det kongelige Teater i København, foråret 1992, samt uddrag af balletterne SPERANZA og SKAGEN fra 1992 og WUNDERBAUM og STRAVINSKY fra 1993.